# Gökhan Ünal
Gökhan Ünal (* 23. Juli 1982 in Ankara) ist ein türkischer Fußballspieler.

## Jugendkarriere
Gökhan Ünal startete seine Vereinsfußballkarriere bei Petrol Ofisi SK und spielte hier bis 1997. Anschließend wechselte er 1999 in die Jugend vom Süper-Lig-Verein Gençlerbirliği Ankara.

## Vereinskarriere
Ünal begann in der Saison 2000/01 seine Profikarriere bei Gençlerbirliği Ankara, wo er sich nicht behaupten konnte. Gençlerbirliği verlieh ihn zunächst an die zweite Mannschaft an Gençlerbirliği OFTAŞ, daraufhin folgten weitere Verleihungen. Bei Gençlerbirliği OFTAŞ blieb Ünal nur die Hinrunde der Saison 2001/02. Mit OFTAŞ spielte er in der 3. Liga und überzeugte mit zehn Toren. Ankaraspor lieh ihn sich deshalb für die gesamte Rückrunde von Gençlerbirliği Ankara aus. Gökhan Ünal fiel in ein Formtief und schoss in der Rückrunde nur ein Tor für die Leoparden, deshalb war man an einer gemeinsamen Zukunft nicht mehr interessiert. In der 2. Liga mit Yimpaş Yozgatspor spielte er eine schlechte Saison, in 19 Pflichtspielen traf Ünal lediglich dreimal.
In der Saison 2003/04 wechselte er zu Kayserispor, konnte sich schnell einen Stammplatz in der 2. Liga behaupten und wurde mit der Zeit torgefährlicher. Während seiner ersten Saison bei Kayserispor (in der Süper Lig) wurde er nur selten eingesetzt und galt als Edeljoker, da er in den letzten Spieltagen sehr wichtige Tore schoss und somit den Verein vor dem Abstieg bewahrte. Berühmt wurde er durch seine zwei Tore in den letzten Minuten gegen Galatasaray Istanbul, als er zwei Kopfballtore zum 2:2-Endstand köpfte. In der Saison 2005/06 gelang ihm dann der Durchbruch und wurde mit 25 Treffern in der Süper Lig Torschützenkönig. Außerdem gelang ihm am 33. Spieltag am 6. Mai 2006 in 22 Minuten ein lupenreiner Hattrick (14 min., 26 min. und 36 min.) beim 7:2-Sieg gegen Manisaspor, insgesamt schoss Gökhan Ünal an dem Tag ganze vier Tore. Seine Stärken liegen vor allem in seiner Ballkontrolle, Schnelligkeit und Schusskraft. Seinen bislang größten Erfolg mit Kayserispor feierte Ünal mit dem Gewinn des türkischen Pokals im Jahr 2008. Er selbst konnte wegen einer Verletzung nicht mitspielen. Er wechselte zur Saison 2008/09 zu Trabzonspor. Die Ablösesumme für ihn betrug über sechs Millionen Euro.
Gökhan Ünal wechselte in der Winterpause der Saison 2009/10 zum Traditionsklub Fenerbahçe Istanbul. Dort unterschrieb er einen Dreieinhalbjahresvertrag bis zum 31. Mai 2013. Die Ablösesumme betrug 3,5 Millionen Euro. Zusätzlich zur Ablösesumme wechselte Burak Yılmaz zu Trabzonspor. Unter dem neuen Trainer Aykut Kocaman kam Gökhan Ünal selten zum Einsatz. Zur Rückrunde der Saison 2010/11 wurde er deshalb für die restliche Saison an Istanbul Büyükşehir Belediyespor ausgeliehen.
Zur Saison 2011/12 wechselte er zu seiner alten Wirkstätte Kayserispor. Er kam als Teilgegenleistung für den nach Fenerbahçe gewechselten Serdar Kesimal. Am 20. Februar 2012 wurde bekanntgegeben, dass nach gegenseitigem Einverständnis mit seinem Verein sein laufender Vertrag aufgelöst wurde.
In der letzten Woche der Sommertransferperiode 2012 wurde sein Wechsel zum türkischen Erstligisten Karabükspor bekanntgegeben. In eineinhalb Jahren für Kardemir Karabükspor spielte Ünal 19 Ligaspiele und traf viermal das Tor. Zur Rückrunde der Saison 2013/14 wechselte er zu Ankaraspor, in die 2. türkische Fußballliga.
Im Sommer 2014 wechselte er zum Süper-Lig-Aufsteiger Balıkesirspor. Mit seinen beiden Toren vom 13. März 2015 gegen Bursaspor wurde er der 33. Spieler der es in die 100’ler Kulübü der Süper Lig schaffte.
Zur Saison 2015/16 wechselte er zum Zweitligisten Karşıyaka SK.

## Nationalmannschaft
Gökhan Ünal gab sein Länderspieldebüt für die Türkei am 1. März 2006 bei einem Freundschaftsspiel gegen Tschechien. Am 28. Mai 2006 schoss er gegen Estland bei einem Freundschaftsspiel sein erstes Länderspieltor. Er bestritt bislang 15 A-Länderspiele und erzielte dabei vier Tore. Trotz der Einsätze bei der EM 2008-Qualifikation wurde Gökhan Ünal nicht für das EM-Aufgebot 2008 nominiert.

## Erfolge
Mit Kayserispor
- Fünfter der Süper Lig: 2005/06, 2006/07, 2007/08
- Türkischer Pokalsieger: 2007/08

Individuell
- Torschützenkönig der Süper Lig: 2005/06
- 100er-Klub-Mitglied der Süper Lig